# Francuska zajednica u Belgiji
Francuska zajednica u Belgiji (Communauté française de Belgique) je savezni entitet u Belgiji, koji je jedan od tri zajednice ove zemlje. U nekim dokumentima ova zajednica se naziva i Zajednica Valonija-Bruxelles (Communauté Wallonie-Bruxelles). Ovaj drugi naziv koristi se kako bi se izbjegla zabuna i miješanje pojma sa zajednicom Francuza koji žive u Belgiji, te kako bi se istakla dva područja u kojima živi frankofono stanovništvo u Belgiji.

## Opis
Francuska zajednica se ne može definirati kao točno određeno područje koje okuplja određenu skupinu ljudi, nego više kao institucija koja brine za interese frankofonih građana Belgije.
Kad bi se općenito definiralo stanovništvo ove zajednice, ono bi obuhvaćalo oko:
- 3,3 milijuna Valonaca (najveći dio stanovništva Valonije, uz izuzetak germanofonog stanovništva koje čini oko 70 tisuća osoba na istoku Valonije).
- 0,9 milijuna frankofonih stanovnika Bruxellesa (od ukupno oko milijuna stanovnika Bruxellesa).

Ukupno je u Belgiji oko 4,2 milijuna stanovnika frankfono, od toga 80 % živi u Valoniji, a oko 20 % u Briselskoj regiji.
U ove brojke nisu uključeni frankofoni stanovnici u Flandriji, čiji se broj procjenjuje na između 150.000 i 300.000 stanovnika.
Općenito se može reći da Francuska zajednica u Belgiji okuplja oko 41 % stanovništva ove države, dok ostatak čini Flamanska zajednica, te jednim malim dijelom i Njemačka zajednica.

## Politika
Bruxelles je sjedište parlamenta i vlade Francuske zajednice. Zakonodavnu vlast vrši parlament, dok izvršnu čini vlada.

### Zakonodavna vlast
Parlament se sastoji od 94 zastupnika, od čega 75 dolaze iz valonskog parlamenta, a 19 iz parlamenta Regije glavnoga grada Bruxellesa).
Stranke u parlamentu Francuske zajednice (2004. – 2009.)
| Stranka | Stranka                               | Z. mjesta |
| ------- | ------------------------------------- | --------- |
| •       | Socijalistička partija (PS)           | 41        |
|         | Reformistički pokret (MR)             | 26        |
| •       | Humanistički demokratski centar (CDH) | 17        |
|         | Ecolo                                 | 5         |
|         | Nacionalna fronta (FN)                | 4         |
| Ukupno  | Ukupno                                | 93        |

Stranke na vlasti označene su točkom (•)

### Izvršna vlast
Vladu ne izabire parlament, nego nju formira koalicija stvorena nakon regionalnih izbora. Najmanje jedan član mora biti iz Regije glavnoga grada Bruxellesa.
Trenutnu vladu čine:
- Rudy Demotte PS, ministar predsjednik (premijer)
- Marie-Dominique Simonet CDH, potpredsjednica, ministrica visokog obrazovanja, znanstvenog istraživanja i međunarodnih odnosa.
- Michel Daerden PS, potpredsjednik i ministar za proračun, sport i javne službe
- Christian Dupont PS, ministar obveznog obrazovanja
- Fadila Laanan PS, ministrica kulture
- Catherine Fonck CDH, ministrica za zdravstvo, djecu i pomoć mladeži
- Marc Tarabella PS), ministar za mladež.

## Jezici
Od 1990., Francuska zajednica priznaje lokalne regionalne jezike kao izvorne. To su romanski jezici (šampanjski, lorenski, pikardski i valonski), te germanski jezici (frankonski, limburški, luksemburški, brabantski i briselski).

## Vanjske poveznice
- (fr.)Službena stranica Francuske zajednice
- (fr.)Službena stranica parlamenta Francuske zajednice  Arhivirana inačica izvorne stranice od 2. siječnja 2012. (Wayback Machine)
- (fr.)Službena stranica vlade Francuske zajednice